# Sparks (Géorgie)
Pour les articles homonymes, voir Sparks.
Sparks est une ville américaine située dans le comté de Cook, en Géorgie. Selon le recensement de 2020, sa population est de 2 043 habitants.